# Schloss Eschenau

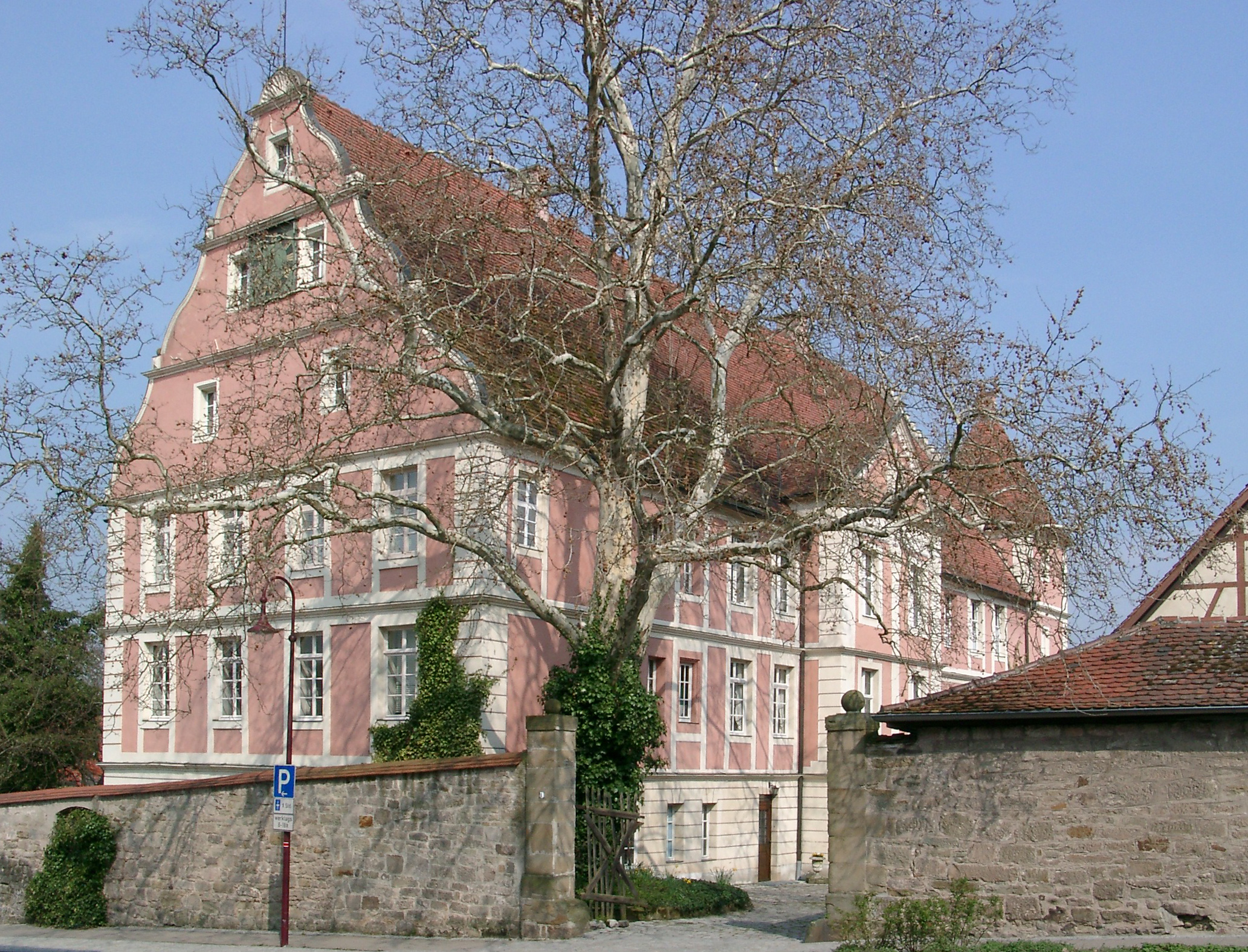
Das Schloss von Südosten

Das Schloss Eschenau ist ein Rokoko-Schloss in Eschenau, einem Ortsteil der Gemeinde Obersulm im Landkreis Heilbronn, nördliches Baden-Württemberg. Es wurde im 16. Jahrhundert im Renaissance-Stil anstelle einer 1504 zerstörten Burg errichtet und 1745 von Leopoldo Retti im Rokoko-Stil umgebaut.

## Geschichte
Das Eschenauer Schloss befindet sich ungefähr in der Mitte des Ortes auf einer Anhöhe, auf der auch schon sein Vorgängerbau, die 1504 im Landshuter Erbfolgekrieg von Herzog Ulrich zerstörte Burg des früheren Ortsadels, der Herren von Eschenau, stand. Reste dieser Burg sind vermutlich ein Gewölbekeller unter der Orangerie im Schlossgarten und der quadratische Turm im Nordwesten des Schlosses, mutmaßlich der ehemalige Bergfried der Burg.

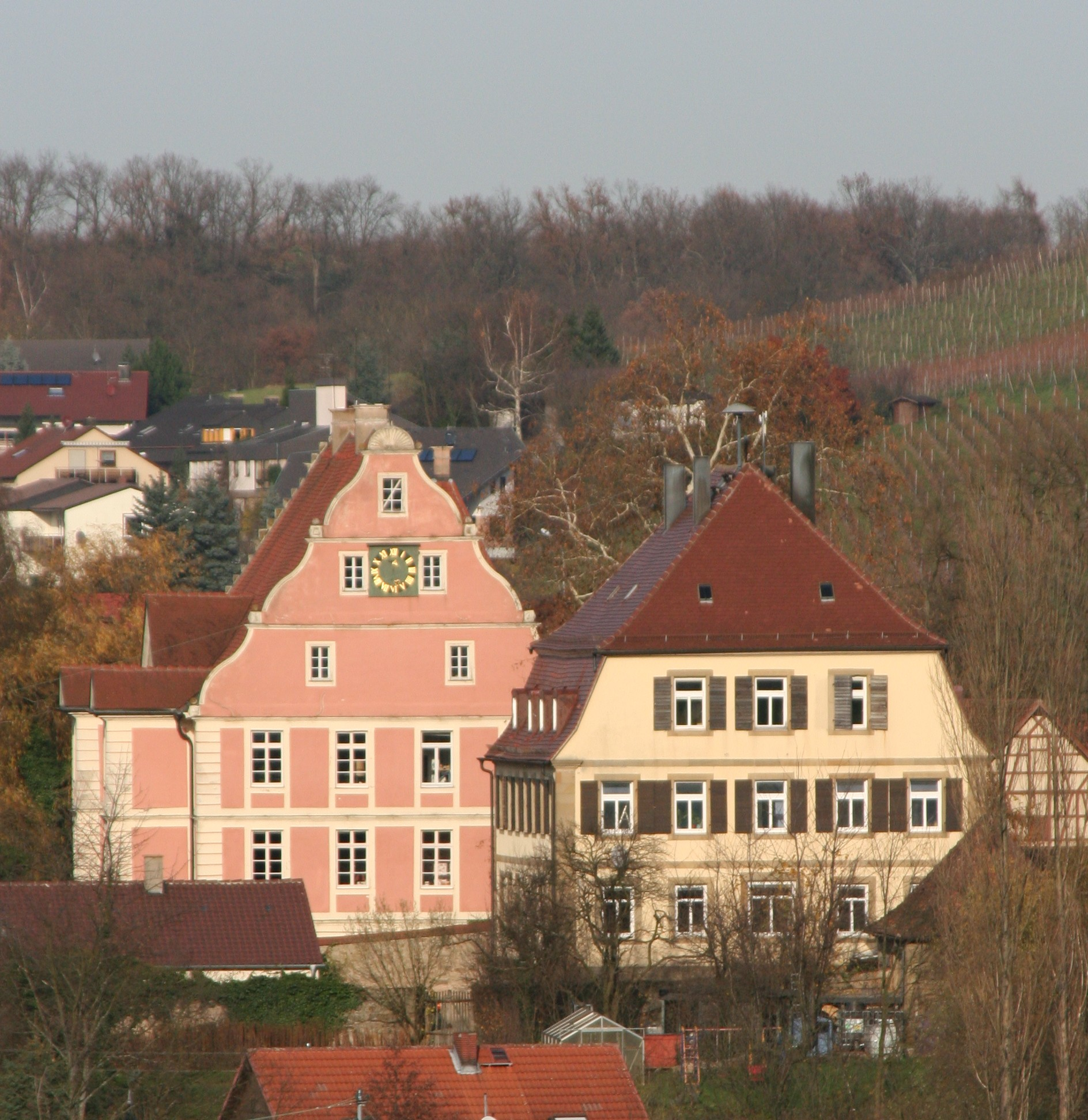
Das Schloss von Süden hinter dem ehemaligen Gemmingenschen Amtshaus (später Rathaus)

Schon im 15. Jahrhundert wurden die Herren von Gemmingen als Grundeigentümer in Eschenau nachgewiesen. Spätestens 1518 übten sie die Ortsherrschaft aus, und in ihrem Auftrag wurde anstelle der zerstörten Burg ein Renaissance-Schloss errichtet. Das Baujahr und der Erbauer sind nicht genau bekannt. Baumeister des Schlosses war vermutlich Balthasar Wolff aus Heilbronn, der für die Gemmingen mehrere andere Schlösser erbaute, oder ein Baumeister aus seinem Umfeld. Es entstand ein regelmäßiger, rechteckiger Renaissance-Bau mit einem Satteldach, auf der ganzen Länge unterkellert, um den Wein aus den zum Rittergut gehörenden Weinbergen aufnehmen zu können. Der zumindest in Resten noch vorhandene Turm der Vorgängerburg wurde in den Neubau integriert.
1650 verkaufte die Familie von Gemmingen Schloss und Dorf Eschenau an die Familie Moser von Filseck. Nach mehreren Wechseln in der Ortsherrschaft befand sich das Schloss ab 1736 im Besitz des neuen Eschenauer Ortsherren, des herzoglich württembergischen Oberkriegskommissars Johann Melchior von Killinger (1689–1747). Die vorigen Besitzer, die überwiegend nur selten tatsächlich im Schloss wohnten, scheinen das Gebäude nicht wesentlich verändert zu haben. Killinger, der das Schloss vermutlich als repräsentativen Sommersitz nutzen wollte und augenscheinlich recht vermögend war, beauftragte den im süddeutschen Raum vielbeschäftigten italienischen Architekten Leopoldo Retti mit einem Umbau des Schlosses, der 1745/46 unter Leitung des Neckarsulmer Baumeisters Georg Philipp Wenger erfolgte. Retti behielt die Grundstrukturen des Gebäudes bei und ergänzte im Wesentlichen auf der dem Ort und Garten zugewandten Westseite einen Mittelrisaliten, auf der rückwärtigen Ostseite ein mittiges, nach außen vorspringendes Treppenhaus und im Inneren einen erhöhten, bis in den Dachstuhl vordringenden größeren Saal. Das Schlossinnere schmücken reiche Rokoko-Stuckaturen. Neben dem Umbau des Schlosses im Rokoko-Stil mit frühen Anklängen an den Klassizismus wurden im Park noch ein Orangeriegebäude und ein Teehaus errichtet.

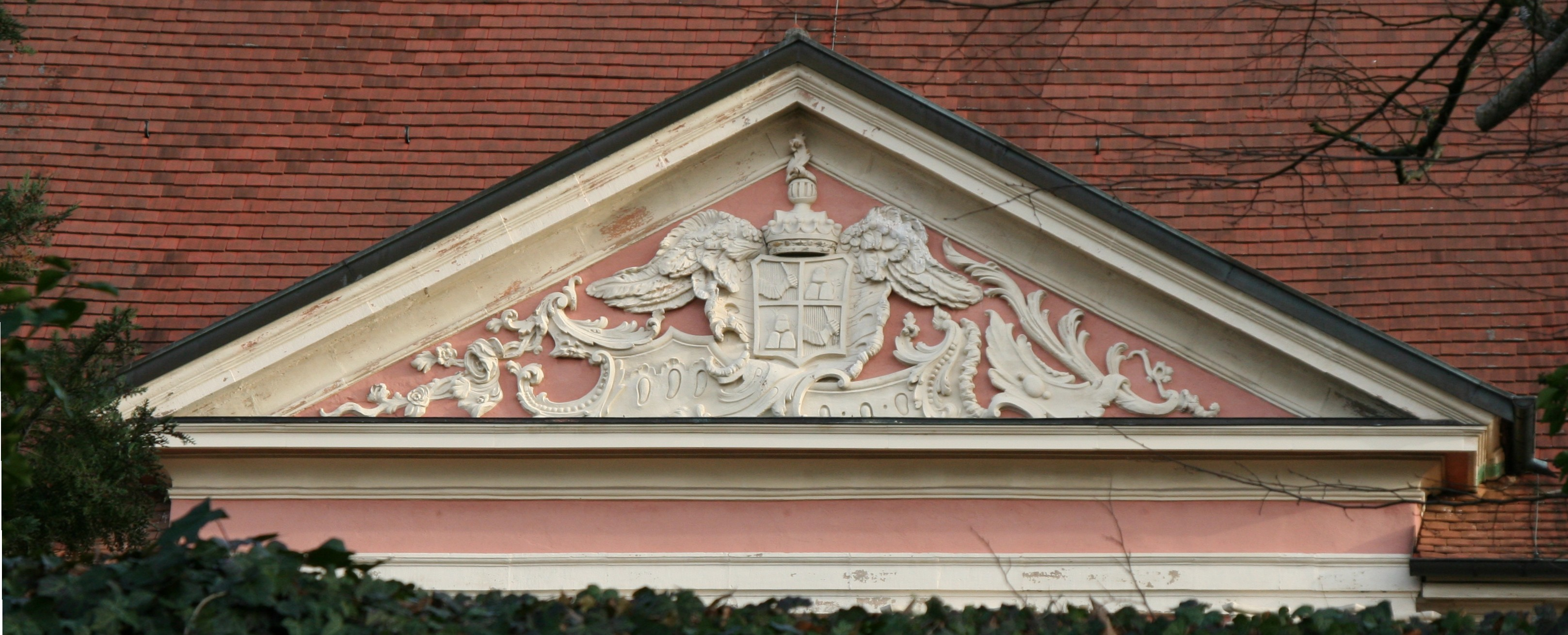
Wappen der Freiherren von Hügel im Giebel des Mittelrisaliten

Der kinderlose Johann Melchior von Killinger starb schon kurz nach dem Schlossumbau, am 5. Juli 1747. Schloss und Gut gingen an seinen Bruder Georg Friedrich über. Nach 70 Jahren im Familienbesitz verkaufte die Familie von Killinger 1806 das Rittergut Eschenau mitsamt dem Schloss an den württembergischen Staatsminister und Grafen Friedrich Emich Johann von Uexküll-Gyllenband (1724–1810). Durch Heirat mit dessen Enkelin Marie Elisabeth (1811–1862) kam 1831 Freiherr Albert von Hügel (1803–1865) in den Besitz des Ritterguts und Schlosses und blieb es auch, nachdem sich seine Frau 1843 von ihm scheiden ließ und den Arzt und Dichter Theobald Kerner heiratete. Das heute noch vorhandene Hügelsche Familienwappen im Dreiecksgiebel des westlichen Mittelrisaliten geht auf diese Zeit zurück.
Hügels Erben verkauften wesentliche Teile des Ritterguts. Der Rest mit dem Schloss ging in private Hände, zunächst 1867 an eine Käufergemeinschaft aus Louis und Albert Betz aus Heilbronn und August Krämer aus Cannstatt. Ab 1877 war Albert Betz (1834–1913) Alleineigentümer. 1904 verkaufte er das Schloss an Erwin Bubeck (1865–1927), nach dessen Tod kam es 1928 an den Dichter Alexander von Bernus (1880–1965), dessen Nachkommen heute Eigentümer des Schlosses sind.

### Nutzung als Zwangsaltersheim
Im Dezember 1941 beschlagnahmte die SS das Schloss (das zu diesem Zeitpunkt leerstand, da von Bernus in seinen anderen Besitzungen wohnte) und richtete dort wie in anderen Gemeinden ein sogenanntes „Jüdisches Altersheim“ (Zwangsaltersheim) ein. In diese Altersheime wurden ältere Juden aus allen Teilen des Landes zwangsweise eingewiesen, bevor sie in Konzentrationslager wie das KZ Theresienstadt deportiert wurden. Etwa 100 Juden aus Stuttgart, meist 70 bis 80 Jahre alt, wurden nach Eschenau gebracht, wo sie im für eine solche Personenanzahl nicht gedachten Schloss zusammengepfercht wurden. Die meisten Einweisungen in das Zwangsaltersheim erfolgten vom 20. Dezember 1941 bis zum 7. Januar 1942, bis zum 6. August 1942 wurden vereinzelt weitere Juden, auch aus Heilbronn, eingewiesen. Insgesamt waren von Dezember 1941 bis August 1942 116 Menschen im Schloss untergebracht. Von Januar bis August 1942 starben zwölf von ihnen, sie wurden auf dem Jüdischen Friedhof in Affaltrach, dem Nachbarort, beerdigt. Alle anderen wurden im August 1942 mit dem Zug zu einem Sammellager auf dem Stuttgarter Killesberg gebracht, von wo am 22. August 1942 mit einem großen Sammeltransport 1042 Juden aus Baden und Württemberg nach Theresienstadt deportiert wurden.

## Beschreibung

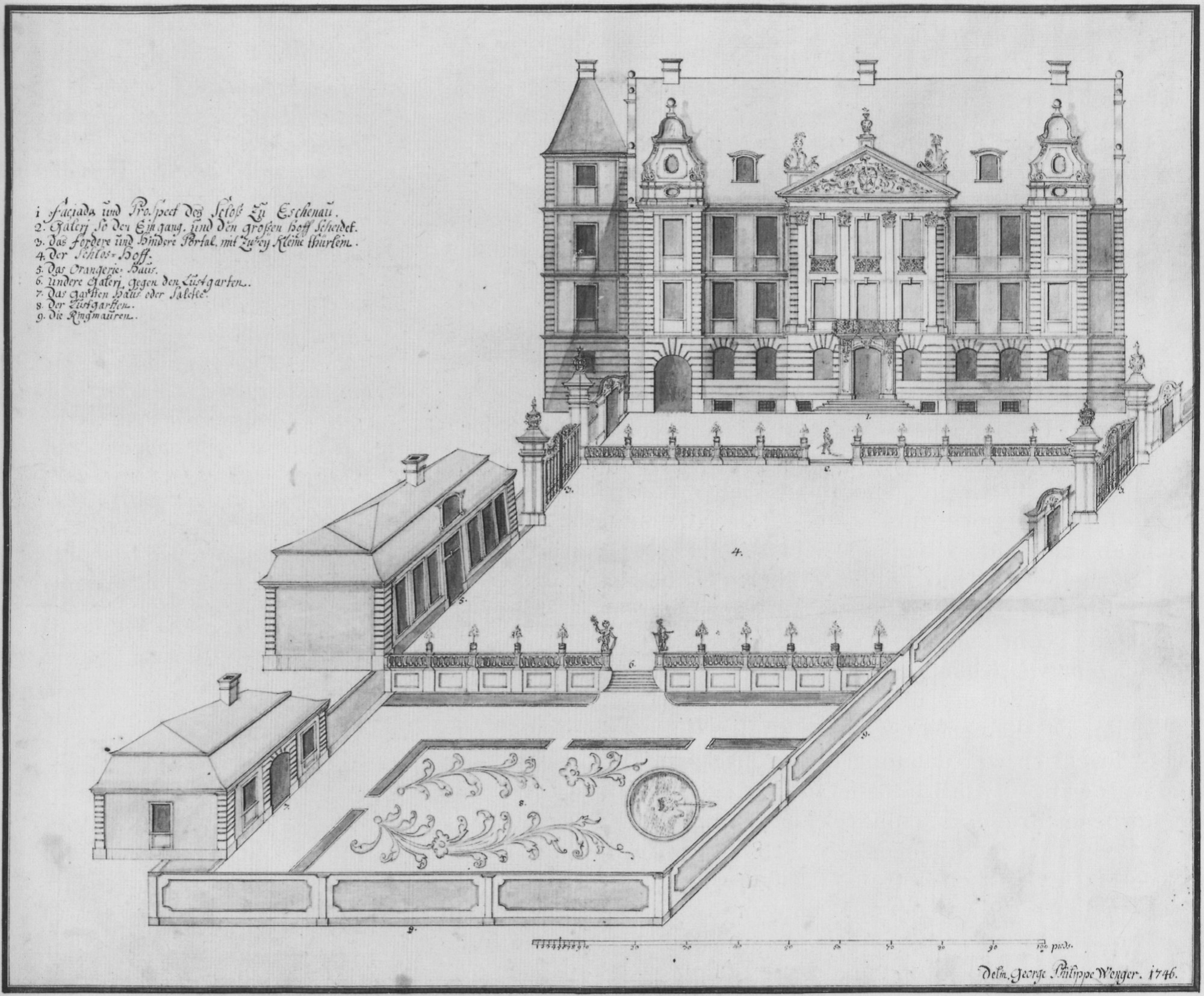
Zeichnung des Baumeisters Georg Philipp Wenger anlässlich des Umbaus 1746 (nicht in allen Details so ausgeführt)

Das Renaissance-Schloss der Herren von Gemmingen war ein regelmäßiger, rechteckiger Bau, eher ein großes Haus als ein Schloss, mit einer Mitteltragwand, einem Satteldach und zwei Giebeln. Der noch in dieser Form erhaltene Südgiebel zur Straße hin hat eine Randeinfassung mit s-förmig geschwungenen Werksteinen und als Abschluss eine schmückende Muschel. Unter der ganzen Länge befand sich ein großer, rechteckiger Keller mit Tonnengewölbe, um den Wein aus den zum Rittergut gehörenden Weinbergen aufnehmen zu können. Der zumindest in Resten noch vorhandene quadratische Turm der Vorgängerburg, jetzt an der Nordwestecke des Schlosses, wurde in den Neubau integriert. Zwei vorspringende, bis zur Dachtraufe reichende Erker flankierten die Ecken der dem Ort zugewandten Westseite, der nördliche mit dem Kellerhals als Zugang zum Keller. Die Innenwände waren vermutlich aus Fachwerk.
Retti verlieh bei seinem Umbau im Rokoko-Stil mit frühen Anklängen an den Klassizismus 1745/46 dem Erdgeschoss durch in Stuck ausgeführte genutete Quaderschichten das Aussehen eines rustizierten Sockels. Auch die beiden Obergeschosse trennte er durch waagerechte Gesimse optisch ab. Auf der Westseite ergänzte er einen Mittelrisaliten mit Portal, Pilastern, Dreiecksgiebel, einem auf vorkragende Konsolen gestützten Balkon im ersten Obergeschoss und einer vorgelagerten Freitreppe. Die rückwärtige Ostseite erhielt mittig ein neues, nach außen vorspringendes Treppenhaus. Die Ecken des Hauptbaukörpers und der vorspringenden Anbauten betonte er mit genuteten Lisenen.

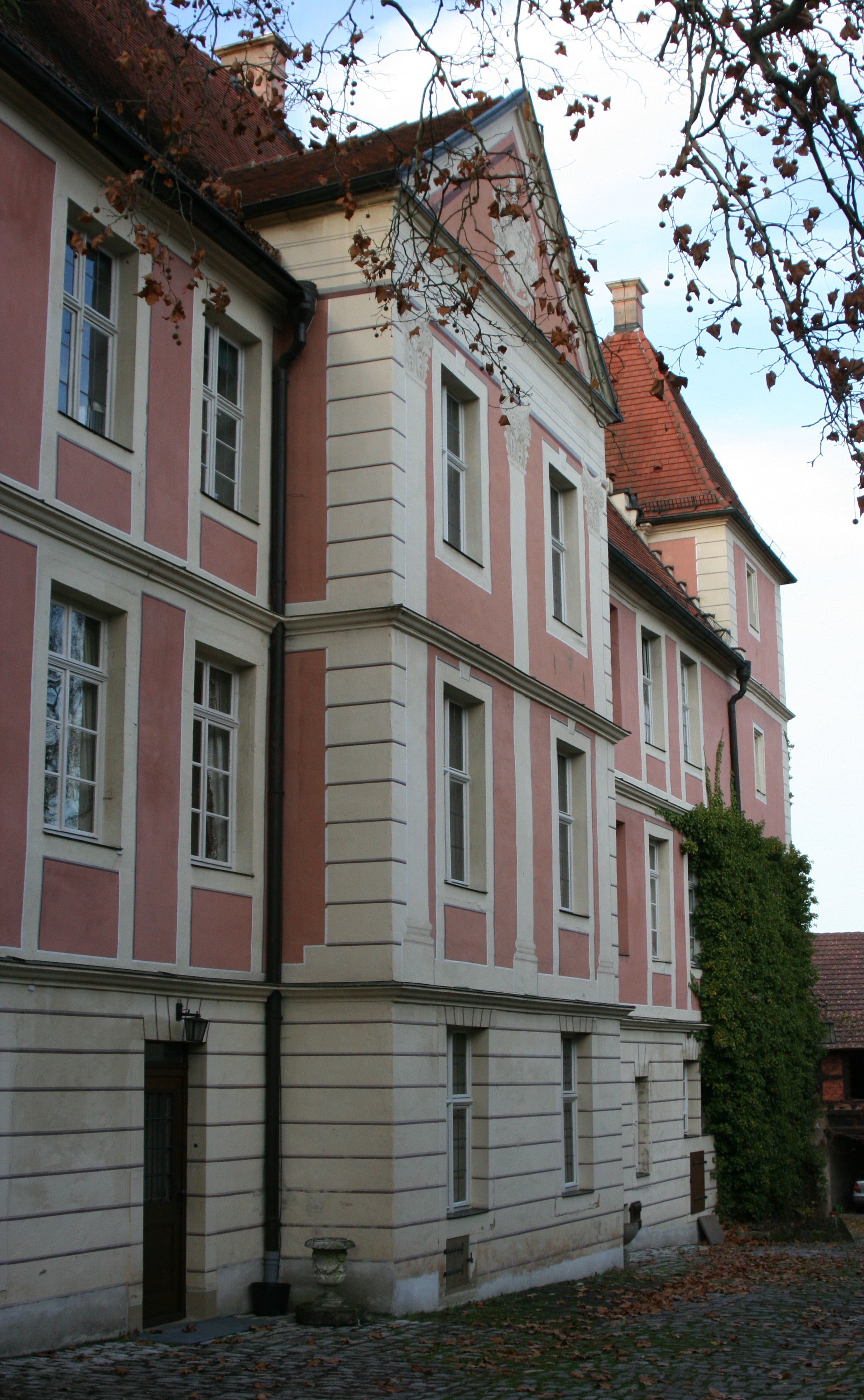
Das rückwärtige Treppenhaus. Im Hintergrund der Turm

Im Inneren ergänzte er eine zusätzliche Diensttreppe (die im Gegensatz zur Haupttreppe bis zum Dachstuhl führt), einen längs verlaufenden, nach hinten versetzten Mittelflur in jedem Stockwerk sowie im zweiten Obergeschoss einen erhöhten, bis in den Dachstuhl vordringenden größeren Saal, den mit rötlichem Böttinger Marmor ausgekleideten Marmorsaal. Die Räumlichkeiten schmückt eine Fülle reicher Rokoko-Stuckaturen, die ihrer Qualität nach von auswärtigen Künstlern und Kunsthandwerkern, vielleicht aus Ansbach oder Stuttgart, ausgeführt worden sein müssen.
Der begrenzte Platz vor der Westfassade ließ nur wenig Raum für einen Garten. Retti platzierte vor die Gebäudefront eine mit Vasen besetzte Balustrade mit zwei Kieswegen, auf die durch ein Portal in der südlichen Umfassungsmauer der Anlage der Hauptzugang führt. Westlich der Balustrade schließen sich ein kleiner Hof und der Garten an, der zum Ort im Westen hin an einer hohen Stützmauer endet. Auf der Nordseite des Gartens wurden noch ein Orangeriegebäude und ein Teehaus errichtet, die ihren Formen nach vermutlich ebenfalls auf Retti zurückgehen.
Spätere Besitzer änderten nur wenig am Gebäude. Albert von Hügel ließ das Wappen der Killinger im Giebel des Mittelrisaliten durch sein eigenes Familienwappen ersetzen und den baufälligen oberen Teil des Turmes abtragen, der ursprünglich einige Meter über das restliche Schloss ragte. Eine Schlossuhr mit Schlagglocken, die vermutlich unter den Killingern eingebaut wurde, funktioniert nicht mehr, da das teils hölzerne Uhrwerk im 20. Jahrhundert ohne Ersatz verkauft wurde.